# Julius Stern
Julius Stern (Fulda, 22 marzo 1886 – Los Angeles (contea), 10 gennaio 1977) è stato un produttore cinematografico tedesco naturalizzato statunitense.
Cognato di Carl Laemmle e fratello di Abe Stern, fu uno dei co-fondatori dell'Universal. Con Abe, creò la Century Film Corp., una società di produzione attiva dal 1916 al 1929. Il suo nome appare in oltre 540 film della compagnia, tutti cortometraggi in due rulli di genere comico.

## Morte
Julius Stern morì nella contea di Los Angeles il 10 gennaio 1977 all'età di 72 anni.

## Galleria d'immagini

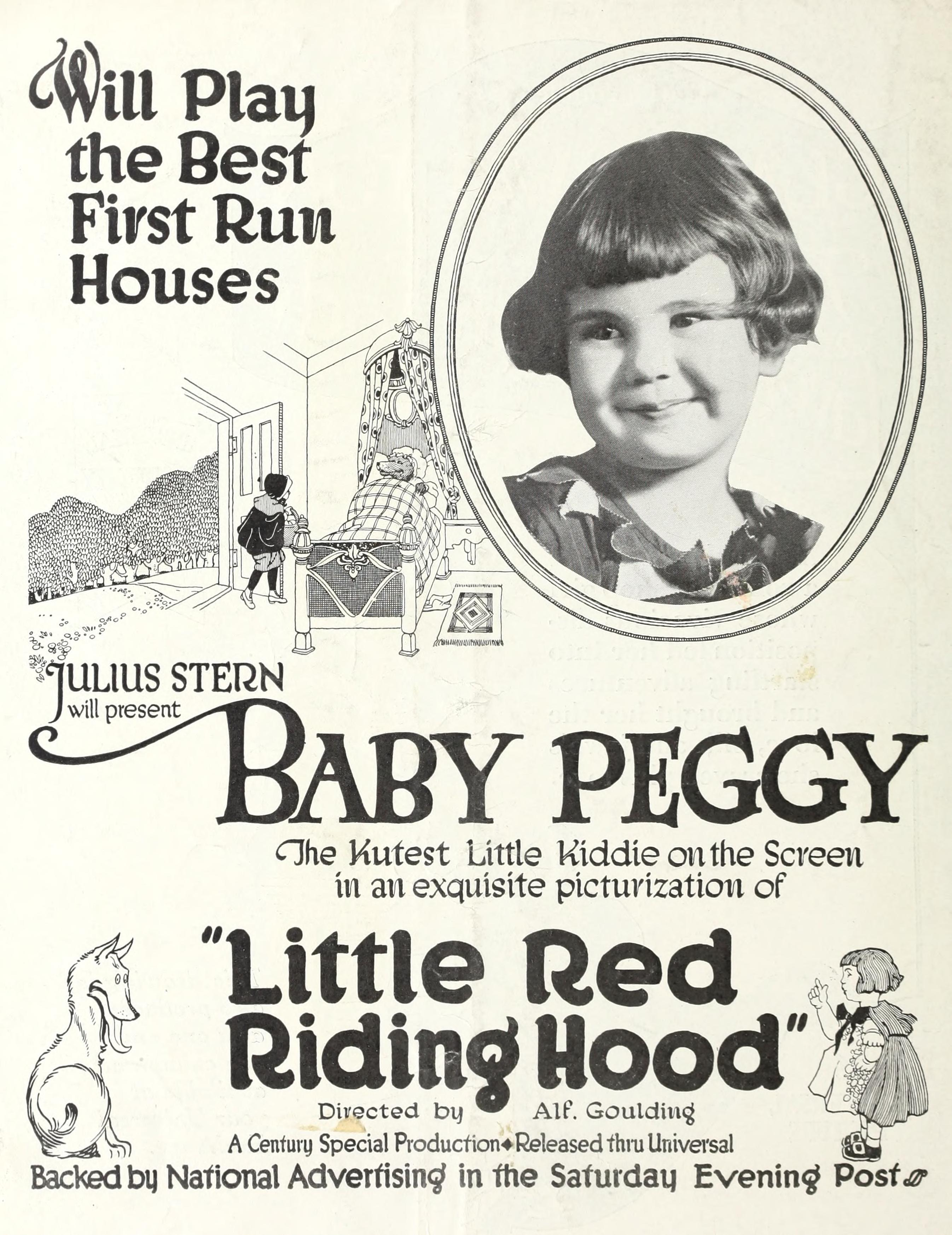